# Кононенко Валерій Васильович
Валерій Васильович Кононенко (нар. 1 вересня 1970, Велика Бушинка) — український історик і педагог, доктор історичних наук з 2018 року, доцент з 2006 року.

## Біографія
Народився 1 вересня 1970 року в селі Великій Бушинці Немирівського району Вінницької області. 1985 року закінчив Великобушинецьку восьмирічну школу з похвальним листом. З 1986 по 1989 рік навчався у Вінницькому педагогічному училищі, по закінченню якого працював у Брацлавській середній школі № 2 вихователем групи продовженого дня. Строкову службу в Радянській армії проходив на космодромі «Плесецьк», по закінченню якої навчався в Котовській школі прапорщиків, отримав військове звання прапорщика. У 1993 році звільнився зі Збройних Сил.
У 1993—1998 роках навчався у Вінницькому педагогічному університеті. У 1998—1999 роках працював учителем Вінницького коледжу бізнесу. У 1999—2001 роках — методист Центру підвищення кваліфікації державних службовців Вінницької облдержадміністрації. У 1999—2003 роках — аспірант Вінницького державного педагогічного університету імені М. Коцюбинського, кафедра історії України. 2004 року в Інституті історії України НАН України захистив кандидатську дисертацію на тему «Моральний стан та суспільно-політичні настрої населення України в повоєнний період (1945—1953 pp.)» (науковий керівник професор Олексій Лойко).
З 2001 року працював на посадах: викладача, старшого викладача кафедри політології, доцента кафедри правознавства історичного факультету Вінницького державного педагогічного університету. З 2004 року — виконувач обов'язків заступника декана історичного факультету з навчальної роботи. З 2005 року — заступник директора Інституту історії, етнології і права Вінницького державного педагогічного університету.
У 2018 році захистив докторську дисертацію на тему «Єврейське населення Поділля: соціально-демографічні зміни та національно-культурне життя (40-і рр. XX ст. — початок XXI ст.)».

## Наукова діяльність
Досліджує історію України 1940-х—1950-х років, соціальну історію України. Автор близько 90-та наукових та навчально-методичних праць, серед яких: 35 статей у фахових виданнях, 4 монографії (3 у співавторстві), 1 посібник для студентів вищих навчальних закладів рекомендований МОН України. Праці:
- Суспільна свідомість громадян України після Великої Вітчизняної війни // Поділля у контексті української історії. — Вінниця, 2001;
- Антирадянські виступи на території Вінницької області в перші післявоєнні роки (1945—1947 pp.) // Наукові записки Вінницького державного педагогічного університету імені М. Коцюбинського. — Випуск III. Серія: Історія: 3бірка наукових праць. — Вінниця, 2001;
- Репресивна політика радянської влади проти селян Поділля наприкінці 40-х pp. XX століття. // Наукові записки Вінницького державного педагогічного університету імені М. Коцюбинського. — Випуск V. Серія: Історія: 3бірка наукових праць. — Вінниця, 2003;
- Настрої населення України в умовах повоєнної декларативної радянської демократії // Наукові записки Вінницького державного педагогічного університету імені М. Коцюбинського. — Випуск VI. Серія: Історія: наукових праць. — Вінниця, 2003;
- Доля української інтелігенції у повоєнний період сталінського тоталітаризму (1945—1953 pp.) // Наукові записки Вінницького державного педагогічного університету імені М. Коцюбинського. — Випуск VIII. Серія; Історія: 3бірка наукових праць. — Вінниця, 2004;
- Повоєнна сільськогосподарська політика радянського уряду та її вплив на суспільно-політичні настрої населення України // Україна XX століття: культура, ідеологія, політика: Збірка статей. — Випуск 8. — Київ, 2005;
- Національна політика більшовиків та її трансформація: від РСДРП до РКП (б) // Наукові записки Вінницького державного педагогічного університету імені Михайла Коцюбинського. Випуск XI. Серія: Історія: Збірник наукових праць / За загальною редакцією професора П. С. Григорчука. — Вінниця, 2006. — 398 сторінок. — сторінки 233—236;
- Голодомори в Україні як чинник радянської національної політики // Україна XX ст.: культура, ідеологія, політика. Випуск 13. Спеціальний (Голод 1946—1947 рр.: ретроспективний погляд істориків (з приводу 60-річчя трагедії), матеріали круглого столу 22 березня 2007 року). — Київ: Інститут історії України НАН України, 2008. — 298 сторінок. — сторінки 74–79;
- Радянська національна політика періоду десталінізації: зміна основоположних принципів чи форм? // Наукові записки Вінницького державного педагогічного університету імені Михайла Коцюбинського. Вип. ХІІІ. Серія: Історія: Збірник наукових праць / За загальною редакцією професора П. С. Григорчука. — Вінниця, 2008. — сторінки 147—151;
- Громадянська освіта: теорія і методика навчання: посібник для студентів вищих навчальних закладів / Авторський колектив/ Рекомендовано Міністерством освіти і науки України як навчальний посібник для студентів вищих навчальних закладів. — Київ: Видавництво ЕТНА-1, 2008. — 174 сторінок (у співавторстві);
- Пам'ятки історії та культури Вінницької області: словникова частина. (у співавторстві) / Упорядники: Ю. А. Зінько, М. Р. Мудраченко та ін. — Вінниця: ДП «Державна картографічна фабрика», 2011. — 400 с. (у співавторстві);
- Інститут історії, етнології і права Вінницького державного педагогічного університету імені Михайла Коцюбинського: від витоків до сьогодення / Ю. А. Зінько та ін.; Відп. ред. Ю. А. Зінько; Він. держ. пед. ун-т ім. М. Коцюбинського. — Вінниця: ДП «Державна картографічна фабрика», 2012. — 208 с. (у співавторстві);
- Правове регулювання діяльності іудейських громад в Україні (XIX—XX ст.) // Наукові записки Вінницького державного педагогічного університету імені Михайла Коцюбинського. Випуск 24. Серія: Історія: Збірник наукових праць / За загальною редакцією професора О. А. Мельничука — Вінниця: ФОП Корзун Д. Ю., 2016. — С.117–122.
- Єврейське населення Поділля (40-ві рр. XX ст. — початок XXI ст.): монографія / В. В. Кононенко. — Вінниця: Нілан-ЛТД, 2017. — 370 сторінок;
- Правове регулювання використання об'єктів інтелектуальної власності в освітньо-науковій діяльності // Інформаційні ресурси, інтелектуальна власність, комунікації в освітньо-науковій та інноваційній сферах: філософсько-правові та прикладні аспекти: Матеріали круглого столу / 12 травня 2017 р., м. Вінниця / Упорядники: Довгань О. Д., Беланюк М. В., Лапшин С. А., Радзієвська О. Г., Яременко О. І. — ВДПУ, НДІІП НАПрН України, Київ: Видавничий дім «АртЕк» — 2017. — сторінки 88–95;
- Освіта польської національної меншини на Поділлі: історія та сучасність // Україна-Польща: історичне сусідство. Матеріали міжнародної наукової конференції 19-20 травня 2017 р. / Редакційна колегія: Ю. А. Зінько, О. А. Мельничук та інші. — Вінниця: Нілан-ЛТД, 2017. — сторінки 387—392.